# Vandalenfeldzug von 468
Der Vandalenfeldzug von 468 war ein gescheitertes Invasionsunternehmen, in dem die Römer eine Eroberung des nordafrikanischen Vandalenreichs versuchten. Er war die bis dahin größte und teuerste Militäroperation gegen den von Geiserich geführten Kriegerverband der Vandalen und wurde vom oströmischen Kaiser Leo I. und seinem weströmischen Kollegen Anthemius gemeinsam befohlen. Zwar gelang die zeitweilige Rückeroberung von Sizilien und Tripolitanien, doch führte das katastrophale Scheitern des Feldzugs mittelbar zum Friedensvertrag (foedus) von 474, in dem Kaiser Zenon die Herrschaft Geiserichs über Africa faktisch anerkannte. Die Niederlage bedeutete vor allem für das weströmische Kaisertum einen enormen Prestigeverlust, der wesentlich zu seinem Ende beigetragen haben dürfte. Erst 533 erfolgte, im Zuge der Rückeroberungskriege Ostroms unter Justinian, das Ende der vandalischen Herrschaft im Vandalenkrieg.     

## Hintergrund

### Vandalischer Einflussbereich
Im Frühsommer 455 hatte Geiserich in die innerrömischen Wirren eingegriffen, die nach dem Mord an Kaiser Valentinian III. ausgebrochen waren, und hatte mit seinen Kriegern Rom geplündert. Laut dem Geschichtsschreiber Victor von Vita gelang es den Vandalen anschließend, ihre Herrschaft auf das ganze Africa (d. h. das westliche Nordafrika) sowie auf zahlreiche Mittelmeerinseln, darunter Sardinien, Korsika, Sizilien und die Balearen, auszudehnen. Der Historiker Helmut Castritius stuft diese Beschreibung eines tatsächlich unter vandalischer Kontrolle befindlichen Gebietes allerdings als „kaum vertrauenswürdig“ ein und nimmt an, dass unter diesem Machtbereich „wohl eine ganze Reihe von Stützpunkten und Häfen, die sie mehr oder weniger ungestört anlaufen konnten und ihnen eine lose Kontrolle über das westliche Mittelmeer erlaubte“, zu verstehen sei. Insbesondere die vandalische Präsenz auf dem stets umkämpften Sizilien war laut vorherrschender Forschungsmeinung zumeist auf wenige Stützpunkte im Westen der Insel beschränkt. Gesicherter war dagegen die vandalische Kontrolle über Korsika und Sardinien. Korsika, das aufgrund der Wälder für den vandalischen Schiffsbau interessant war, und Sardinien dienten den Vandalen als Strafexil für maurische Rebellen. In Nordafrika schließlich hatte Geiserich den größten Teil von Africa fest unter Kontrolle, die Peripherie wurde allerdings durch Mauren bedroht.

### Vandalische Plünderungszüge
Seit 455 befanden sich die Vandalen im Krieg mit der weströmischen Regierung Italiens. Geiserich ging es darum, seinem Kriegerverband dauerhaft Zugriff auf das reiche Nordafrika zu verschaffen; zu diesem Zweck griff er immer wieder in die Innenpolitik des von endlosen Bürgerkriegen zerrütteten weströmischen Reiches ein, um die kaiserliche Regierung zur offiziellen Anerkennung des Status quo zu zwingen. Unter anderem forderte er seit 455 immer wieder die Einsetzung seines Verwandten Olybrius zum Westkaiser; er versuchte diese Forderung durchzusetzen, indem er Italien wiederholt vom nordafrikanischen Getreide abschnitt und zudem immer wieder seine Flotte angreifen ließ. Sein Hauptfeind war dabei seit 456 der Heermeister Ricimer, das faktische Haupt der weströmischen Regierung. Nach mehreren Plünderungszügen in Unteritalien und Sizilien, gegen die Rom „gelegentlich diplomatisch und militärisch“ vorging, wurde die weströmische Regierung „im westlichen und zentralen Mittelmeerraum zur Einrichtung einer Verteidigungszone zur See“ gezwungen. Dem Feldzug von 468 ging u. a. bereits 460 ein Versuch des weströmischen Kaisers Majorian einer Rückeroberung Nordafrikas voraus, der jedoch schon vorab in der Umsetzung scheiterte, weil die Vandalen die Invasionsflotte, die Majorian versammelt hatte, in der Schlacht bei Cartagena zerstörten. Als 465 Majorians Nachfolger Libius Severus starb, forderte Geiserich erneut vehement die Erhebung des Olybrius und verlieh dieser Forderung durch Flottenoperationen in Ost und West Nachdruck. 466/7 erfolgte ein größerer Plünderungszug der Vandalen im östlichen Mittelmeer bis zum Kap Tainaron. Unklar ist, ob der oströmische Kaiser Leo I. dies zum Anlass nahm, im westlichen Reichsteil befriedend einzugreifen, oder ob es sich bei der vandalischen Attacke vielmehr um eine Reaktion auf die bereits feindselige Haltung des Ostkaisers handelte.

### Sardinien-Feldzug um 465/6
Noch vor dem Vandalenfeldzug 468 gelang es dem weströmischen General Marcellinus, 467 Sardinien einzunehmen und für das oströmische Reich zu beanspruchen. Marcellinus, der mit der weströmischen Regierung in Ravenna eigentlich seit dem Sturz Majorians (461) zerstritten war, konnte bereits 465 einen Raubzug der Vandalen in Sizilien militärisch beenden. Nachdem er sich mit seinem bisherigen Feind Ricimer verständigt hatte, wurde ihm daher im großen Feldzug die Rückeroberung Siziliens anvertraut. 467 einigte sich Ricimer dann mit Kaiser Leo I. auf ein gemeinsames Vorgehen gegen Geiserich: Aus dem Osten wurde als neuer Westkaiser Anthemius – mit dem sich der Heermeister verschwägerte – mit starken Truppen nach Italien gesandt. Unverzüglich begann man mit den Vorbereitungen für den Großangriff auf Nordafrika, dessen Kontrolle unverzichtbar war, wollte man Westrom wieder stabilisieren.

## Verlauf
Der Vandalenfeldzug von 468 wurde vom oströmischen Kaiser Leo I. befohlen und von Anthemius unterstützt. Nach als verlässlich geltender Überlieferung standen für den Krieg über 100.000 Soldaten, 7000 Seeleute und 1100 Schiffe zur Verfügung. Ostrom, das den Löwenanteil der Kosten bestritt, stellte alleine 65.000 Pfund Gold und 700.000 Pfund Silber zur Verfügung; das Unternehmen war damit der bis dahin umfassendste Angriff auf Geiserich und noch vor den Perserkriegen Julians (363) und Anastasius’ (503) die wohl aufwendigste römische Militäroperation der gesamten Spätantike.
Die Invasion wurde als dreiteilige Militäroperation geplant:
- Invasion am Kap Bon
- Invasion auf Sizilien
- Invasion in Tripolis

Die Dreiteilung sollte Karthago einkreisen; einerseits, um eine Konzentration der vandalischen Streitkräfte zu verhindern, andererseits, da militärische Hilfstruppen aus Sizilien und Tripolis befürchtet wurden, die im Falle eines Einfalls in Nordafrika ihrerseits wiederum die Invasoren einkreisen könnten. 

### Invasion am Kap Bon
Der Haupttrupp des Feldzugs zog auf dem Seeweg in Richtung Karthago. Er unterstand dem Kommando des Generals Basiliskos, dem Schwager Leos I. Die Flotte ankerte am heutigen Kap Bon, doch gelang es Geiserich, mit Basiliskos zu verhandeln, und er erzielte eine Fünftagesfrist, die er zur Vorbereitung eines Gegenangriffs nutzte. Mit Hilfe von entzündeten unbemannten Schiffen, die Geiserich gegen die oströmischen Kriegsschiffe steuern ließ, konnte er die gegnerische Flotte in Brand setzen bzw. zerstreuen und so einen Rückzug der Oströmer erzwingen. Nach Theophanes (AM 5961) hatte Geiserich Basiliskos zuvor mit 2000 Goldpfund bestochen.

### Invasion in Sizilien
Der weströmische General Marcellinus, der wenige Jahre zuvor bereits Sardinien von den Vandalen zurückerobert hatte, konnte mit Hilfe von germanischen foederati Sizilien einnehmen. Neben strategischen Motiven sollte der Einfall auf Sizilien ein vandalisches Rückzugsgebiet nach der Rückeroberung Karthagos verhindern. Inwieweit Sizilien zu diesem Zeitpunkt tatsächlich unter Kontrolle der Vandalen stand, ist aber kaum rekonstruierbar. Die Tatsache einer militärischen Invasion spricht allerdings für die Anwesenheit einer nennenswerten Gruppe vandalischer Krieger. Marcellinus, der ein alter Feind Ricimers war, wurde im August desselben Jahres von eigenen Offizieren auf Sizilien ermordet, nachdem die Nachricht von der Niederlage der Flotte eingetroffen war.

### Invasion in Tripolis
Ein dritter Zug aus oströmischen Truppen, angeführt von Heraclius, landete in Tripolis, das damals zum östlichen Ende des Vandalenreichs gehörte. Nach der Einnahme von Tripolis zog das Heer westwärts in Richtung Byzacena, um sich dort mit dem Haupttrupp unter Basiliskos zu vereinen. Nach der Nachricht einer gescheiterten Invasion am Kap Bon führte Heraclius, der einen eigenen Eroberungsversuch scheute und auf die Unterstützung durch eine Flotte angewiesen zu sein glaubte, seine Armee zurück nach Tripolis und annektierte die erlangten Gebiete für das Oströmische Reich.

## Auswirkungen

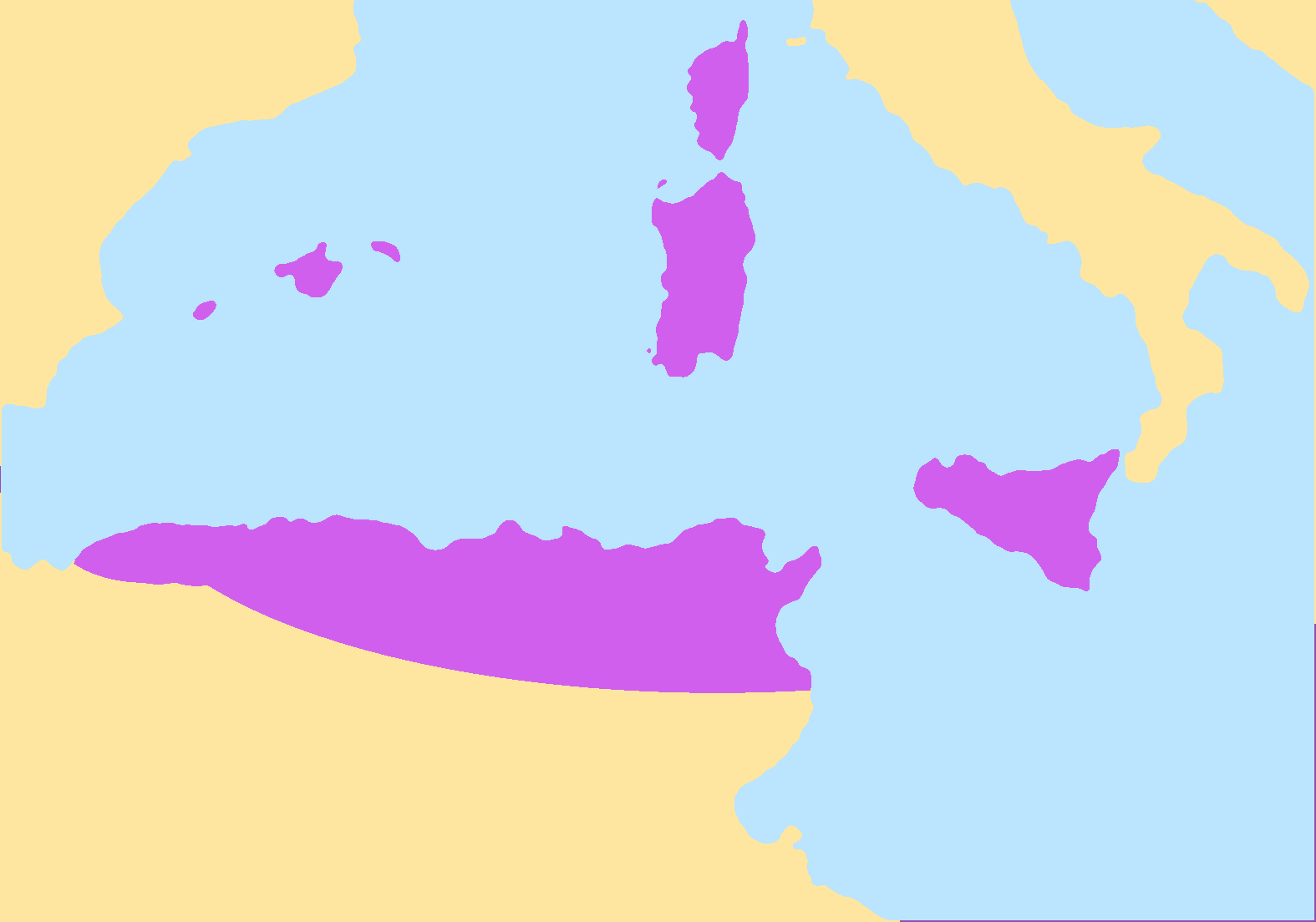
Angenommene Einflusssphäre des Vandalenreichs nach dem Friedensvertrag von 474

Trotz der zeitweilig verlorenen Gebiete um Sizilien und Tripolitanien stärkte der Feldzug die Stellung Geiserichs. Die gescheiterte Militäroperation führte nicht direkt zu einem Friedensvertrag, da beide Seiten in offensiver Position verharrten. Nach einer Rückeroberung Sardiniens und Siziliens durch die Vandalen und einem möglicherweise zweiten gescheiterten Versuch 470, „auf dem Landweg von Tripolitanien aus Karthago anzugreifen“, sowie einem gescheiterten Adelsaufstand in Karthago folgte 474 der abschließende Friedensvertrag, nachdem Ostrom durch zusätzliche militärische Interventionen auf dem Balkan und wegen innerer Uneinigkeit militärisch wie politisch geschwächt war: Nach Leos I. Tod schloss sein Nachfolger Zenon daher gleich zu Beginn seiner Regentschaft Frieden mit Geiserich.
Die indirekten Folgen der Niederlage waren gravierend. Dass es der vereinten Macht beider Kaiser nicht gelungen war, Geiserich zu besiegen, scheint für viele Zeitgenossen ein Fanal gewesen zu sein: Man hatte, wie etwa Hydatius von Aquae Flaviae bezeugt, große Hoffnungen in die Operation gesetzt, nun aber schien besiegelt, dass die Herrschaft des Kaisers über den Westen verloren war. Unmittelbar nach der Katastrophe sagten sich daher die westgotischen foederati in Gallien von der Regierung in Ravenna los und begannen mit weiträumigen Eroberungen. Angesichts dieser neuen Bedrohung erklärte sich Ricimer nach dem Tod des Anthemius 472 bereit, Geiserichs alte Forderung zu erfüllen und Olybrius endlich zum Westkaiser zu machen; doch starb dieser bereits nach wenigen Monaten. Letztlich führte der Prestigeverlust, der mit dem Scheitern des Angriffs von 468 einherging, damit zum Ende des weströmischen Kaisertums acht Jahre später.

### Oströmischer Verlust der eroberten Gebiete
In den 470er-Jahren konnten die Vandalen, ohne dass die Rückeroberung explizit in der Geschichtsschreibung erwähnt wurde, wieder die Kontrolle über Sardinien und Sizilien erlangen. Das eroberte Tripolitanien blieb bis 470 im römischen Besitz, bevor eine Militäroperation auf dem Balkan einen Abzug der afrikanischen Truppen notwendig machte. Die Historiker Merrills und Miles halten ein formales Friedensabkommen mit dem Vandalenreich zu diesem Zeitpunkt für wahrscheinlich.

### Friedensvertrag
Im Jahr 474 kam es nach dem Tod Leos I. zum Abschluss eines Friedensvertrags zwischen dem Vandalenreich und Ostrom unter dem neuen Kaiser Zenon. Das Vandalenreich musste der katholischen Bevölkerung in Afrika gewisse Zugeständnisse machen. Im Gegenzug wurden alle bis zu diesem Zeitpunkt von den Vandalen besetzten Gebiete als vandalisches Territorium von Ostrom anerkannt. Geiserich und seine legitimen Nachfahren wurden als Herren von Africa bestätigt, auch wenn der Kaiser zweifellos daran festhielt, formal der Oberherr zu sein. Das Gebiet umfasste damit neben dem vandalischen Nordafrika auch die Inseln Sizilien, Sardinien, Korsika und die Balearen. Eine Ewigkeitsformel sicherte die Gewährleistung zur Einhaltung des Vertrags auch über Geiserichs Tod hinaus. Nach Zenons Tod kam es allerdings 491 nochmals zu vandalischen Angriffen auf Italien.
Das Oströmische Reich unter Justinian eroberte schließlich das Vandalenreich 533/534 im Vandalenkrieg. Als Legitimation für den Bruch des „ewigen Bündnisses“ nutzte er den Putsch von Gelimer 530, der durch diesen gegen Geiserichs Erbfolgeregelung verstieß. Der Feldherr Belisar hatte zwar vermutlich nur den Auftrag, durch eine begrenzte Militäroperation den Abschluss eines neuen, günstigeren foedus zu erzwingen, doch stattdessen kam es zur Zerschlagung des vandalischen Kriegerverbandes, zur Rückeroberung Nordwestafrikas und zur Neueinrichtung einer oströmischen Herrschaft in Nordafrika.